# Didymodon murrayae
Didymodon murrayae är en bladmossart som beskrevs av Otnyukova 2002. Didymodon murrayae ingår i släktet lansmossor, och familjen Pottiaceae. Inga underarter finns listade i Catalogue of Life.